# Anthurium
Anthurium is een plantengeslacht uit tropisch Amerika dat bestaat uit circa 600 soorten. Het geslacht behoort tot de aronskelkfamilie (Araceae). Deze planten zijn epifyten met weinig wortels. De stengels zijn 15-30 cm lang. De bladeren hebben meestal bladstelen, maar er zijn ook typen die een bladrozet maken met slechts een rudimentaire bladsteel.
De bloemen zijn klein (ongeveer 3 mm) en groeien op een vlezige bloeikolf (spadix) met (karakteristiek voor de familie) een schutblad (spatha) eromheen dat verschillende kleuren kan hebben. De meeste soorten hebben een weinig opvallend schutblad dat groen tot zwart van kleur is. Met name Anthurium andreanum en Anthurium scherzerianum kunnen fel gekleurde schutbladen hebben: donkergroen tot wit, roze, oranje tot helrood en paars. Deze kleur kan veranderen naargelang het bloemstadium (van knopstadium tot bloeistadium). De vruchten zijn bessen die uitgroeien op een vruchtentak (infructescence).
Met name de lakanthurium (Anthurium andreanum) en de flamingoplant (Anthurium scherzerianum) worden in de handel aangeboden als potplant of als snijbloem. Sommige soorten worden ook verkocht als bladplant, bijvoorbeeld Anthurium clarinervium en Anthurium crystallinum. Als kamerplant hebben deze soorten een hogere relatieve luchtvochtigheid en lichtintensiteit nodig om het blad in goede conditie te houden.
Anthurium als potplant heeft ook een luchtfilterende werking NASA Clean Air Study. Anthurium is niet de enige kamerplant met die positieve eigenschap maar het grote voordeel van een anthurium is wel dat deze heel erg lang in bloei kan blijven. Dat onderscheidt een anthurium van andere bloeiende planten. De luchtfilterende kwaliteiten van Anthurium hebben o.a. effect op formaldehyde, ammoniak en vluchtige organische gassen. Voldoende anthuriums in een ruimte verminderen de schadelijke stoffen in gebouwen met meer dan 50% in 24 uur.

## Soorten
- Anthurium acaule
- Anthurium acutangulum
- Anthurium acutifolium
  - Anthurium acutifolium var. acutifolium
  - Anthurium acutifolium var. herrerae
- Anthurium acutissimum
- Anthurium acutum
- Anthurium aduncum
- Anthurium affine
- Anthurium agnatum
- Anthurium alatipedunculatum
- Anthurium alatum
- Anthurium albidum
- Anthurium albispatha
- Anthurium albovirescens
- Anthurium alegriasense
- Anthurium alticola
- Anthurium amnicola
- Anthurium amoenum
  - Anthurium amoenum var. amoenum
  - Anthurium amoenum var. humile
- Anthurium anceps (grieks)
- Anthurium andicola
- Anthurium andinum
- Anthurium andraeanum Lakanthurium
- Anthurium andreslovinense
- Anthurium angosturense
- Anthurium angustatum
- Anthurium angustilaminatum
  - Anthurium angustilaminatum subsp. angustilaminatum
  - Anthurium angustilaminatum subsp. cibuserpentis
- Anthurium angustilobum
- Anthurium angustisectum
- Anthurium angustispadix
- Anthurium anorianum
- Anthurium antioquiense
- Anthurium antonioanum
- Anthurium antrophyoides
- Anthurium appunianum
- Anthurium argyrostachyum
- Anthurium aripoense
- Anthurium arisaemoides
- Anthurium aristatum
- Anthurium armeniense
- Anthurium aroense
- Anthurium asplundii
- Anthurium atropurpureum
  - Anthurium atropurperum var. arenicola
  - Anthurium atropurpureum var. atropurpureum
  - Anthurium atropurpureum var. thomasii
- Anthurium atroviride
- Anthurium aureum
- Anthurium auritum
- Anthurium austinsmithii
- Anthurium bakeri
- Anthurium balaoanum
- Anthurium balslevii
- Anthurium barbacoasense
- Anthurium barclayanum
- Anthurium barryi
- Anthurium basirotundum
- Anthurium bellum
- Anthurium beltianum
- Anthurium bernardii
- Anthurium berriozabalense
- Anthurium berryi
- Anthurium betanianum
- Anthurium bimarginatum
- Anthurium binotii
- Anthurium bittneri
- Anthurium blanchetianum
- Anthurium bogotense
- Anthurium bonplandii
  - Anthurium bonplandii subsp. guayananum
- Anthurium boucheanum
- Anthurium brachypodum
- Anthurium brenesii
- Anthurium brevipedunculatum
- Anthurium brevipes
- Anthurium brevispadix
- Anthurium brittonianum
- Anthurium bromelicola
  - Anthurium bromelicola subsp. bahiense
  - Anthurium bromelicola subsp? bromelicola
- Anthurium brownii
- Anthurium bucayanum
- Anthurium buchtienii
- Anthurium buganum
- Anthurium bullianum
- Anthurium burgeri
- Anthurium caloveboranum
- Anthurium caperatum
- Anthurium carnosum
- Anthurium cartiense
- Anthurium caucanum
- Anthurium cerrobaulense
- Anthurium cerrocampanense
- Anthurium cerropelonense
- Anthurium cerropirrense
- Anthurium chamulense
  - Anthurium chamulense subsp. Oaxacanum
  - Anthurium chiapasense subsp. Tiaxiacense
- Anthurium chiapasense
  - Anthurium chiapasense subsp. tlaxiacense
- Anthurium chiriquense
- Anthurium chorranum
- Anthurium chromostachyum
- Anthurium cineraceum
- Anthurium cinereopetiolatum
- Anthurium circinatum
- Anthurium clarinervium
- Anthurium clarinervium
- Anthurium clavatum
- Anthurium clavigerum.
- Anthurium clidemioides
- Anthurium coclense
- Anthurium collinsii
- Anthurium colonense
- Anthuriumcolonicum
- Anthurium colonicum
- Anthurium coloradense
- Anthurium concinnatum
- Anthurium concolor
- Anthurium consobrinum
- Anthurium cordatotriangulum
- Anthurium correae
- Anthurium corrugatum
- Anthurium cotobrusii
- Anthurium crassilaminum
  - Anthurium crassiradix  var. crassiradix
  - Anthurium crassiradix var. purpureospadix
- Anthurium crassitepalum
- Anthurium crystallinum
- Anthurium cuasicanum
- Anthurium cubense
- Anthurium cucullispathum
- Anthurium cuneatissimum
- Anthurium curvilaminum
- Anthurium curvispadix
- Anthurium cuspidatum.
- Anthurium cutucuense
- Anthurium davidsoniae
- Anthurium dichrophyllum
- Anthurium draconopterum
- Anthurium dressleri
- Anthurium dukei
- Anthurium durandii
- Anthurium dwyeri
- Anthurium effusilobum
- Anthurium eminens
- Anthurium ernestii
- Anthurium erythrostachyum
- Anthurium esmeraldense
- Anthurium eximium
- Anthurium falcatum
- Anthurium fasciale
- Anthurium fatoense
- Anthurium fendleri
- Anthurium flavo-lineatum
- Anthurium flexile
  - Anthurium flexile subsp. muelleri
- Anthurium folsomianum
- Anthurium foreroanum
- Anthurium formosum
- Anthurium fragrantissimum
- Anthurium friedrichsthalii
- Anthurium fusiforme
- Anthurium garagaranum.
- Anthurium gentryi
- Anthurium globosum
- Anthurium gracile
- Anthurium gracililaminum
- Anthurium gracilispadix
- Anthurium gymnopus.
- Anthurium hacumense
- Anthurium halmoorei
- Anthurium hammelii
- Anthurium harleyi
- Anthurium hebetatum
- Anthurium hoffmannii
- Anthurium hornitense
- Anthurium huixtlense
- Anthurium hutchisonii
- Anthurium impolitum
- Anthurium interruptum
- Anthurium jefense
- Anthurium jenmanii
- Anthurium kallunkiae
- Anthurium kamemotoanum
- Anthurium kunthii
- Anthurium lactifructum
- Anthurium lancetillense
- Anthurium lancifolium
  - Anthurium lancifolium var. lancifolium
  - Anthurium lancifolium var. albifructum
- Anthurium lentii
- Anthurium leptocaule
- Anthurium leuconeurum
- Anthurium lezamae
- Anthurium lingua
- Anthurium llanense
- Anthurium longipeltatum
- Anthurium longistipitatum
- Anthurium louisii
- Anthurium lucens
- Anthurium luteynii
- Anthurium machetioides
- Anthurium madisonianum
- Anthurium magnificum
- Anthurium malianum
- Anthurium marmoratum
- Anthurium melastomatis
- Anthurium michelii
- Anthurium microspadix
- Anthurium montanum
- Anthurium monteverdense
- Anthurium myosuroides
- Anthurium nakamurae
- Anthurium nelsonii
- Anthurium nervatum
- Anthurium niqueanum
- Anthurium nizandense
- Anthurium nymphaeifolium

- Anthurium obtusilobum
- Anthurium obtusum
- Anthurium ochranthum
- Anthurium oerstedianum
- Anthurium ovandense
- Anthurium ovatifolium
- Anthurium oxycarpum.
- Anthurium oxyphyllum
- Anthurium oxystachyum
- Anthurium pageanum
- Anthurium pallens
- Anthurium pallidiflorum
- Anthurium paludosum
- Anthurium panamense
- Anthurium panduriforme
- Anthurium papillilaminum
- Anthurium papillilaminum
- Anthurium parvispathum
- Anthurium pauciflorum
- Anthurium pedatoradiatum

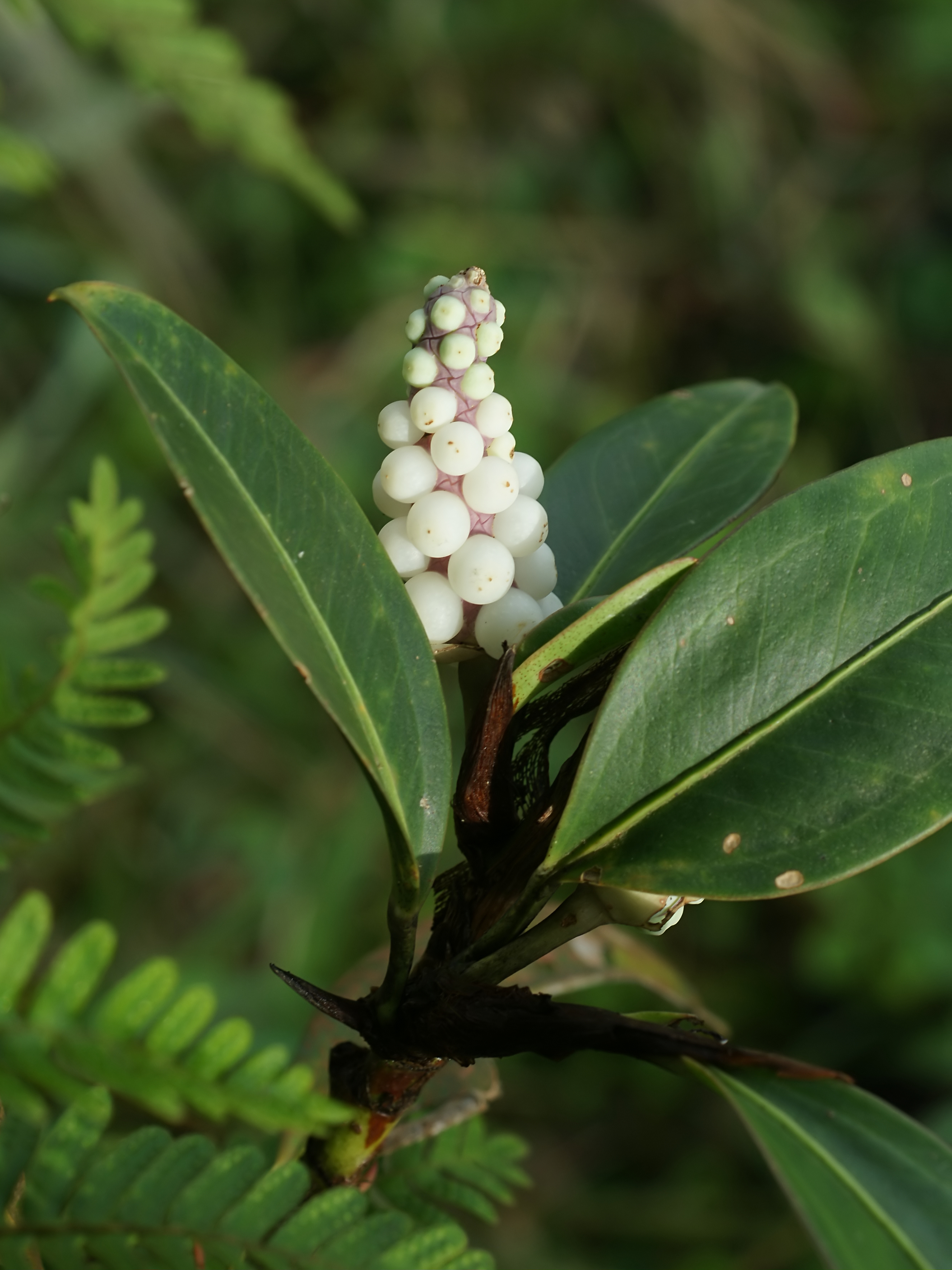
Anthurium obtusum vruchten

  - Anthurium pedatoradiatum ssp. helleborifolium
- Anthurium peltigerum
- Anthurium pendens
  - Anthurium pentaphyllum var. bombacifolium
- Anthurium pirrense
- Anthurium pittieri
  - Anthurium pittieri var. fogdenii
  - Anthurium pittieri var. morii
  - Anthurium pittieri var. pittieri
- Anthurium platyrhizum
- Anthurium plowmanii
- Anthurium pluricostatum
- Anthurium podophyllum
- Anthurium polyschistum
- Anthurium prolatum
- Anthurium protensum
  - Anthurium protensum subsp. arcuatum
- Anthurium pseudospectabile
- Anthurium purpureospathum
- Anthurium radicans
- Anthurium ramonense
- Anthurium ranchoanum
- Anthurium ravenii
- Anthurium redolens
- Anthurium reflexinervium
- Anthurium remotigeniculatum
- Anthurium retiferum
- Anthurium riograndicolum
- Anthurium rionegrense
- Anthurium roseospadix
- Anthurium rotundistigmatum
- Anthurium rubrifructum
- Anthurium rubrinervium
- Anthurium rupicola
- Anthurium rzedowskii
- Anthurium sagawae
- Anthurium salvadorense
- Anthurium salviniae.
- Anthurium sanctifidense
- Anthurium sapense
- Anthurium scandens
  - Anthurium scandens subsp. pusillum
  - Anthurium scandens  subsp. scandens
- Anthurium scherzerianum (flamingoplant)
  - Anthurium schlechtendalii subsp. jimenezii
  - Anthurium schlechtendalii subsp. schlechtendalii
- Anthurium schottianum
- Anthurium seibertii
- Anthurium seleri
- Anthurium silvigaudens.
- Anthurium spathiphyllum
- Anthurium spectabile
- Anthurium standleyi
- Anthurium subcordatum
  - Anthurium subcordatum subsp. chlorocardium
- Anthurium subovatum
- Anthurium. subrotundum
- Anthurium subsignatum
- Anthurium superbum
- Anthurium supraglandulum
- Anthurium sytsmae
- Anthurium tacarcunense
- Anthurium tenerum
- Anthurium teribense
- Anthurium terryae
- Anthurium testaceum
- Anthurium tilaranense
- Anthurium tilaranense
- Anthurium titanium
- Anthurium tonduzii

- Anthurium trinerve
- Anthurium trisectum
- Anthurium tutense
- Anthurium tysonii
- Anthurium umbrosum
- Anthurium upalaense
- Anthurium utleyorum
- Anthurium validifolium
- Anthurium vallense
- Anthurium veitchii
- Anthurium verapazense
- Anthurium vittariiflolium
- Anthurium warocqueanum
- Anthurium watermaliense

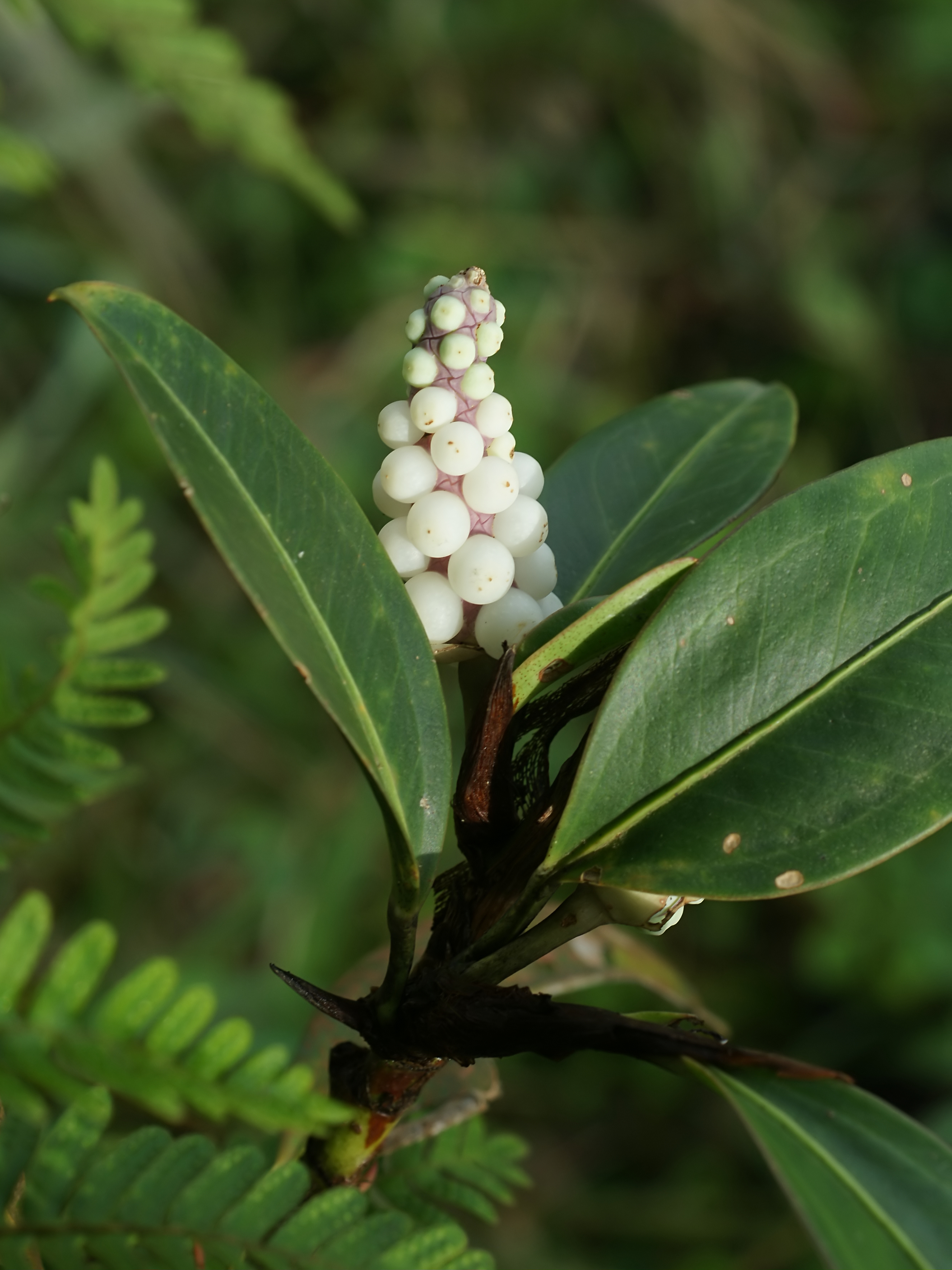
Anthurium trinerve

  - Anthurium wedelianum subsp. viridispadix
  - Anthurium wedelianum  subsp. wedelianum
- Anthurium wendlingeri
- Anthurium willdenowii
- Anthurium williamsii
- Anthurium willifordii
- Anthurium yetlense

... · 
Aglaonema · 
Alocasia · 
Amorphophallus · 
Anthurium · 
Arum (Aronskelk) · 
Caladium · 
Calla · 
Culcasia · 
Dieffenbachia · 
Dracunculus · 
Epipremnum · 
Gymnostachys · 
Helicodiceros · 
Lemna (Eendenkroos) · 
Monstera · 
Philodendron · 
Pistia · 
Scindapsus · 
Spathiphyllum (Lepelplant) · 
Spirodela · 
Wolffia · 
...